# Montpetit
El Montpetit és una muntanya de 900 metres que es troba al municipi de Montagut i Oix, a la comarca catalana de la Garrotxa.